# IC 2243
IC 2243 ist ein Stern im Sternbild Krebs. Das Objekt wurde am 9. Januar 1901 von Max Wolf entdeckt und fälschlicherweise in den Index-Katalog aufgenommen.